# Duane Denison
Duane Denison es un guitarrista norteamericano. Denison actualmente toca con Th' Legendary Shack Shakers, The Jesus Lizard, con los cuales recientemente volvió a unirse tras 9 años de ruptura, y Tomahawk. Él ha tocado para Firewater. Comenzó su carrera musical a través del estudio de la guitarra clascia. Denison y Paul Barker el exbajista de Ministry recientemente colaboraron para formar, U.S.S.A.. U.S.S.A. lanzado un álbum en 2007 titulado The Spoils. También ha tocado con Hank Williams III "Damn Band" y Silver Jews.